# 초심
초심은 한국에서 제작된 김기 감독의 1969년 영화이다. 강신성일 등이 주연으로 출연하였고 한갑진 등이 제작에 참여하였다.

## 출연

### 주연
- 강신성일
- 남정임
- 윤인자
- 김운하
- 박암
- 김청자

## 기타
- 원작자: 송병수
- 조명: 고해진
- 미술: 이명수